# Такерман (Арканзас)
Такерман (англ. Tuckerman, Arkansas) — город, расположенный в округе Джексон (штат Арканзас, США) с населением в 1757 человек по статистическим данным переписи 2000 года.

## География
По данным Бюро переписи населения США город Такерман имеет общую площадь в 5,44 квадратных километров, водных ресурсов в черте населённого пункта не имеется.
Такерман расположен на высоте 74 метра над уровнем моря.

## Демография
По данным переписи населения 2000 года в Такермане проживало 1757 человек, 519 семей, насчитывалось 769 домашних хозяйств и 834 жилых дома. Средняя плотность населения составляла около 319,5 человек на один квадратный километр. Расовый состав Такермана по данным переписи распределился следующим образом: 89,70 % белых, 8,71 % — чёрных или афроамериканцев, 0,80 % — коренных американцев, 0,80 % — представителей смешанных рас.
Испаноговорящие составили 0,91 % от всех жителей города.
Из 769 домашних хозяйств в 25,9 % — воспитывали детей в возрасте до 18 лет, 50,3 % представляли собой совместно проживающие супружеские пары, в 13,5 % семей женщины проживали без мужей, 32,5 % не имели семей. 30,7 % от общего числа семей на момент переписи жили самостоятельно, при этом 17,8 % составили одинокие пожилые люди в возрасте 65 лет и старше. Средний размер домашнего хозяйства составил 2,28 человек, а средний размер семьи — 2,83 человек.
Население города по возрастному диапазону по данным переписи 2000 года распределилось следующим образом: 22,6 % — жители младше 18 лет, 7,5 % — между 18 и 24 годами, 26,5 % — от 25 до 44 лет, 23,7 % — от 45 до 64 лет и 19,6 % — в возрасте 65 лет и старше. Средний возраст жителей составил 41 год. На каждые 100 женщин в Такермане приходилось 87,1 мужчин, при этом на каждые сто женщин 18 лет и старше приходилось 87,6 мужчин также старше 18 лет.
Средний доход на одно домашнее хозяйство в городе составил 27 000 долларов США, а средний доход на одну семью — 33 512 долларов. При этом мужчины имели средний доход в 27 750 долларов США в год против 19 621 доллар среднегодового дохода у женщин. Доход на душу населения в городе составил 13 803 доллара в год. 10,8 % от всего числа семей в округе и 14,2 % от всей численности населения находилось на момент переписи населения за чертой бедности, при этом 13,5 % из них были моложе 18 лет и 19,8 % — в возрасте 65 лет и старше.